# Oothecium consimile
Oothecium consimile är en svampart som beskrevs av Syd. 1930. Oothecium consimile ingår i släktet Oothecium och familjen Asterinaceae.   Inga underarter finns listade i Catalogue of Life.